# 信貴生駒スカイライン

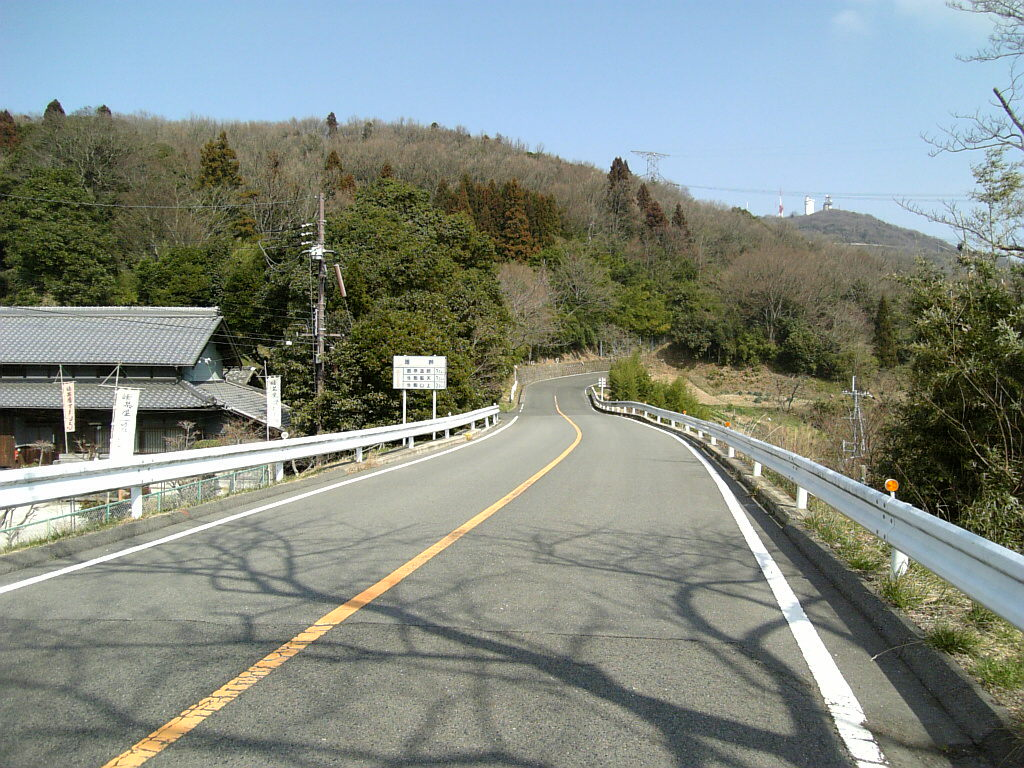
信貴生駒スカイライン（暗峠付近）

信貴生駒スカイライン（しぎいこまスカイライン）とは、近畿日本鉄道（近鉄）が所有し、近鉄グループの近鉄生駒レジャーが管理する一般自動車道で、大阪平野と奈良盆地の間に連なる生駒山地を南北に通過する私道の有料道路である。

## 概要
大阪府と奈良県の府県境となる生駒山（標高642メートル）と信貴山（標高437メートル）の尾根沿いを結ぶ観光有料道路で、桜や紅葉のほか、大阪・奈良の夜景が美しいことで知られる。山上線・宝山寺線・信貴山線の3つの区間で構成される道路の全長は約21キロメートルであり、南の信貴山から高安山、大阪府民の森（みずのみ園地、なるかわ園地）、生駒山、生駒山上遊園地、生駒聖天など観光スポットが多い。

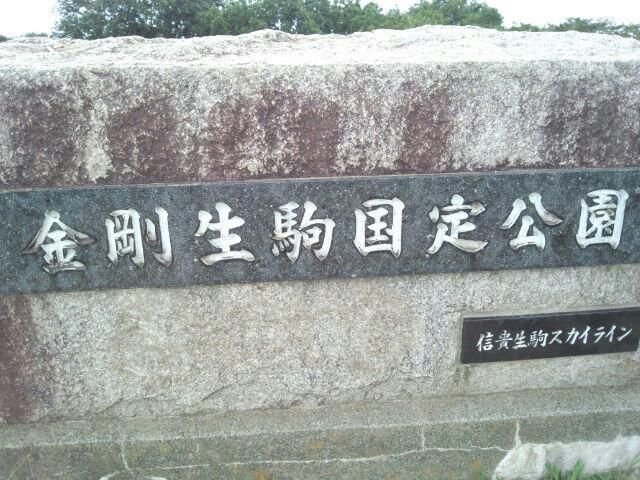
当スカイライン運営会社によって生駒山上〜暗峠間に設置されたその場所が金剛生駒紀泉国定公園であることを示す石碑

信貴山側は、奈良県三郷町を通る奈良県道236号信貴山線と信貴山門料金所で連絡し、生駒側は阪奈道路と登山口インターチェンジで接続する。また、ケーブルカー駅と連絡する支線もあり、南は西信貴ケーブル高安山駅前と、北は聖天口料金所から生駒ケーブル宝山寺駅前までつながっており、さらにこの道路の延長で、奈良県道237号生駒停車場宝山寺線を経て、近鉄生駒駅と連絡する。料金所は、前述の料金所のほかに、生駒山上遊園地付近にある生駒山上料金所を合わせ、合計3か所が設けられている。
なお、当道路のうち高安山駅と信貴山門間には西信貴ケーブルに連絡する形で近鉄バスが路線バスを運行している（かつては当道路の全区間に路線バスの運行があった）。この区間は信貴山急行電鉄の線路跡を道路に転用した区間である。

### 路線データ
- 山上線
  - 区間：阪奈道路登山口 - 生駒山上駐車場
  - 距離：4.5 km
  - 開業：1958年（昭和33年）8月6日
  - 幅員：7 m
- 宝山寺線
  - 区間：山上線聖天口 - 生駒聖天駐車場
  - 距離：2.3 km
  - 開業：1960年（昭和35年）12月30日
  - 幅員：6.5 m
- 信貴山線
  - 区間：生駒山上駐車場 - 信貴山駐車場
  - 距離：14.1 km
  - 開業：1964年（昭和39年）4月28日
  - 幅員：6.5 m

## 路線状況
通行できるのは自動車のみで、オートバイや自転車は全面通行禁止である。過去には通行することも可能であったが、1980年代に事故が多発したために通行禁止となってしまった。私道ではあるが、道路運送法に規定された自動車道であることから、道路交通法や道路運送車両法が適用され、違反者には罰則が科せられる。
営業時間外は原則として閉鎖される。かつては営業時間後も門は開放されており、出入りは自由であった。このため深夜になると、夜景を見ようとする者や、走り屋などが多く進入していた。その結果、騒音等が原因で付近住民が不眠症などになったことから、住民は近鉄と近鉄バスに対し慰謝料を求めて提訴した。2005年4月に大阪地方裁判所は住民の訴えを認め、両社は約215万円の慰謝料を支払いを命じられている。
2017年の平成29年台風第21号の影響によって土砂崩れが発生したため、2017年10月から生駒山上料金所 - 高安山間（約12キロメートル）が通行止めとなっていたが、2018年7月に生駒山上料金所 - 十三峠駐車場間（約8キロメートル）が再開し、2018年12月22日には全線が開通している。

### 営業時間
- 11月〜2月：6時30分〜23時
- 3月〜10月：6時30分〜24時

## 通行料金
| 区間                                  | 乗用車       | マイクロバス | 大型バス・貨物自動車 |
| ------------------------------------- | ------------ | ------------ | -------------------- |
| 登山口 - 宝山寺（片道）               | 0 370円      | 0 890円      | 1,470円              |
| 登山口・宝山寺 - 生駒山上（往復）     | 0 740円 (*1) | 1,780円      | 2,940円              |
| 生駒山上 - 高安山 - 信貴山門（往復）  | 0 990円      | 2,520円      | 3,980円              |
| 全線片道（登山口・宝山寺 - 信貴山門） | 1,360円      | 3,410円      | 5,450円              |
| 全線往復（登山口・宝山寺 - 信貴山門） | 1,950円      | 4,970円      | 8,010円              |

登山口 - 生駒山麓公園間は無料で通行可。料金所は聖天口、生駒山上、信貴山門に設置。ETCカードやクレジットカードは利用不可。
(*1) 登山口・宝山寺→聖天口料金所で往復分740円を払う。

## 地理
北側の登山口（山上口）は阪奈道路に接続しており、第二京阪道路の寝屋川南インターチェンジ (IC) から約11キロメートル、近畿自動車道の門真ICから約12キロメートルの位置にある。また、南の信貴山門は西名阪自動車道の法隆寺ICから約10キロメートルの位置にある。
道路はほぼ大阪府と奈良県の境界となる生駒山地の稜線に沿っており、道路の一部は金剛生駒紀泉国定公園内を走る。道路線形は、連続するヘアピンカーブから長いストレートまである多彩な配置で、ドライブが楽しめる峠道である。途中にはいくつか駐車場があり、いずれも大阪や奈良を一望でき、この地域有数の夜景スポットとして良く知られる。中でも鐘の鳴る展望台は、大阪と奈良の夜景を同時に眺められることから絶大な人気がある。4月はスカイライン全線にわたって桜が咲き、満開時期を過ぎると桜のトンネルは桜吹雪の美しい絶景へと変わる。暗峠では日本一勾配が厳しい国道で知られる国道308号と立体で交差する（直結はしない）。

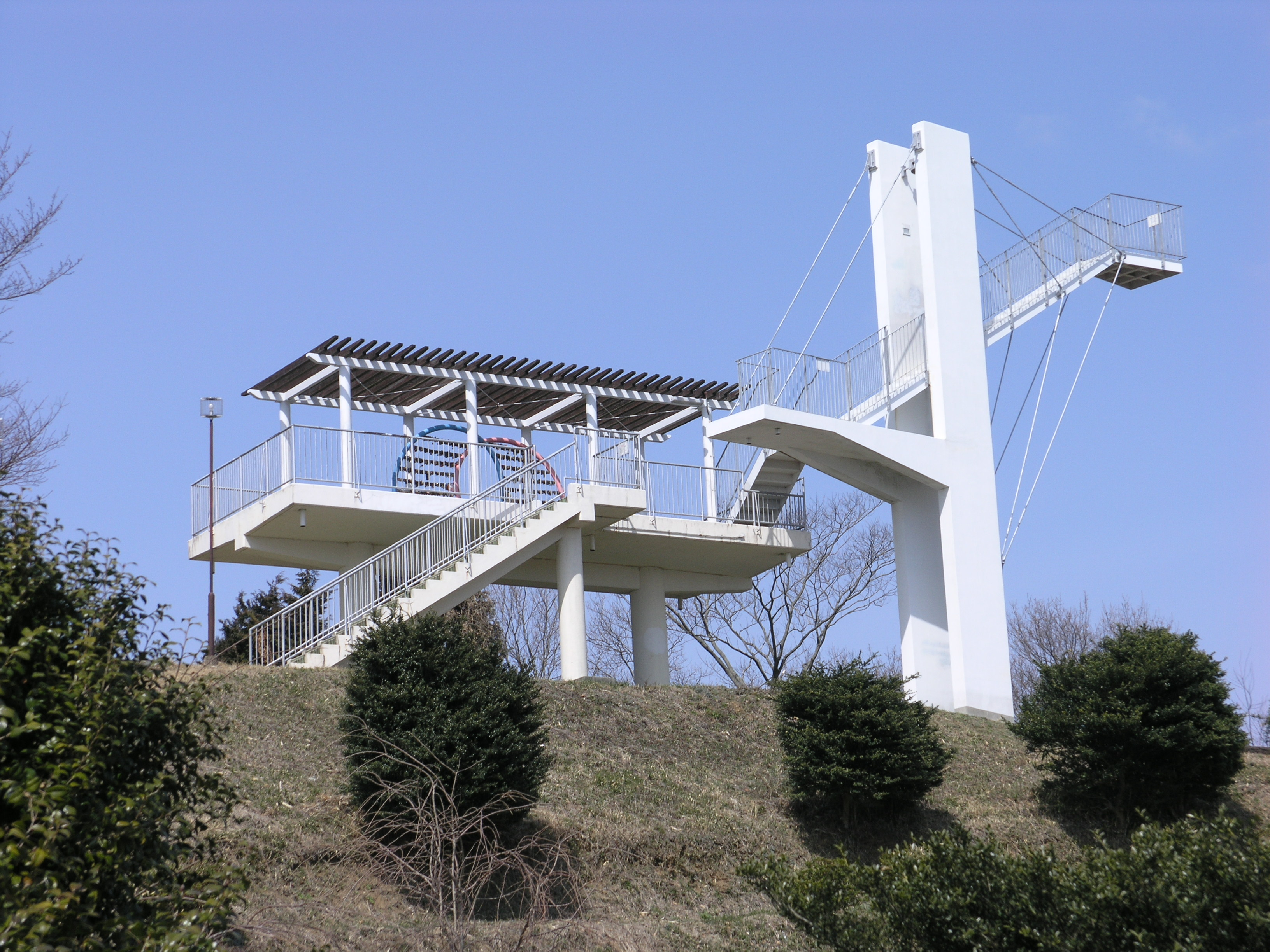
鐘のなる展望台

### 通過する自治体
- 奈良県
  - 生駒郡三郷町
  - 生駒郡平群町
  - 生駒市
- 大阪府
  - 八尾市
  - 東大阪市
  - 四條畷市
  - 大東市

### 交差する道路
- 阪奈道路（大阪府道・奈良県道8号大阪生駒線、大阪府四條畷市大字上田原・大東市大字龍間）
- 奈良県道237号生駒停車場宝山寺線（奈良県生駒市門前町）
- 国道308号 （奈良県生駒市西畑町）※直接接続はせず、ガード下を国道308号が通過する。
- 奈良県道236号信貴山線（奈良県生駒郡三郷町信貴山西）

### 沿線

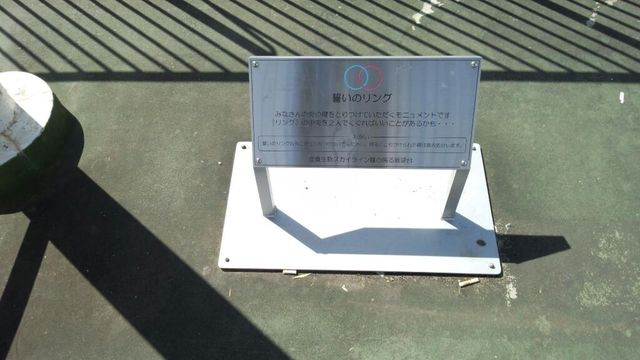
南京錠を溶かして造ったメモリアルプレート

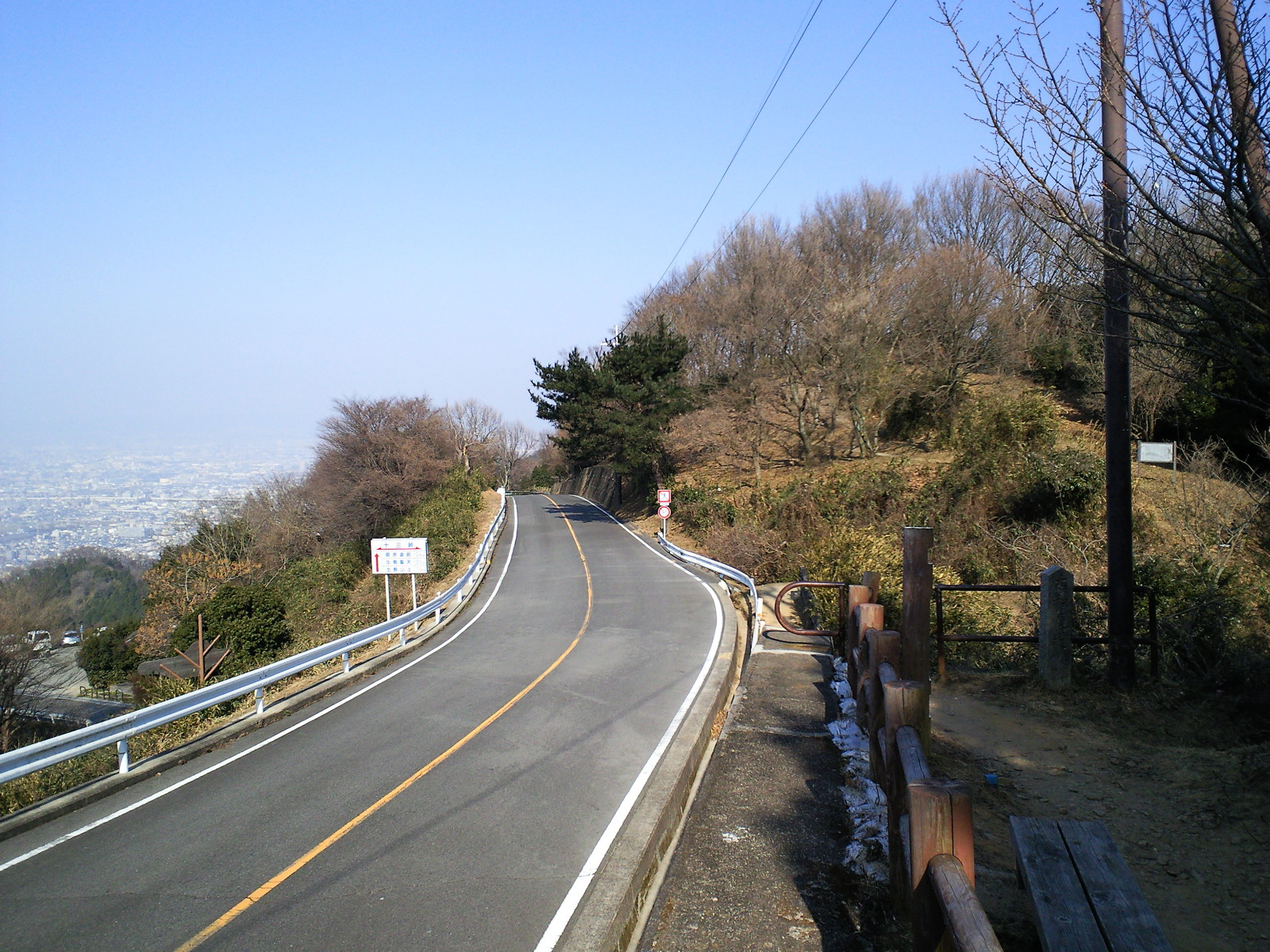
信貴生駒スカイラインから見た十三峠

途中にある「鐘のなる展望台」は、展望台の柵にカップルたちが南京錠を掛けて愛を誓う「愛の南京錠」があるデートスポットで知られる。しかしながら、あまりに多くの南京錠が掛けられたため、その重さで展望台自体が崩落する危険性を孕んでいたが、2008年7月に南京錠を取り付けるためのモニュメント「誓いのリング」が設置された。これまでに掛けられていた南京錠は撤去・溶解されたのち、ベル型の「メモリアルプレート」としてモニュメントのそばに設置された。その後も誓いのリングに取り付けられた南京錠が増える毎に新たなプレートを設置するとしており、最近では2011年4月に撤去が行われた。
- 生駒山地
  - 高安山
  - 十三峠
  - 成川峠
  - 暗峠
  - 生駒山
- 西信貴ケーブル
  - 高安山駅
- 大阪府民の森
  - みずのみ園地
  - なるかわ園地
  - ぬかた園地
- 生駒山上遊園地
- 生駒ケーブル
  - 生駒山上駅
  - 宝山寺駅
- 宝山寺（生駒聖天）
- 生駒山麓公園